# 康奈利斯·莱利
康奈利斯·莱利（荷蘭語：Cornelis Lely、1854年9月23日—1929年1月22日），荷蘭政治家和土木工程師，曾三度擔任荷蘭交通及水管理部長。他監督通過了一項議會法案，授權建設須德海工程，這是一個按照他自己的計劃設計的大型工程。

## 紀念
- 弗萊福蘭省首府萊利斯塔德市以他的名字命名[3]。

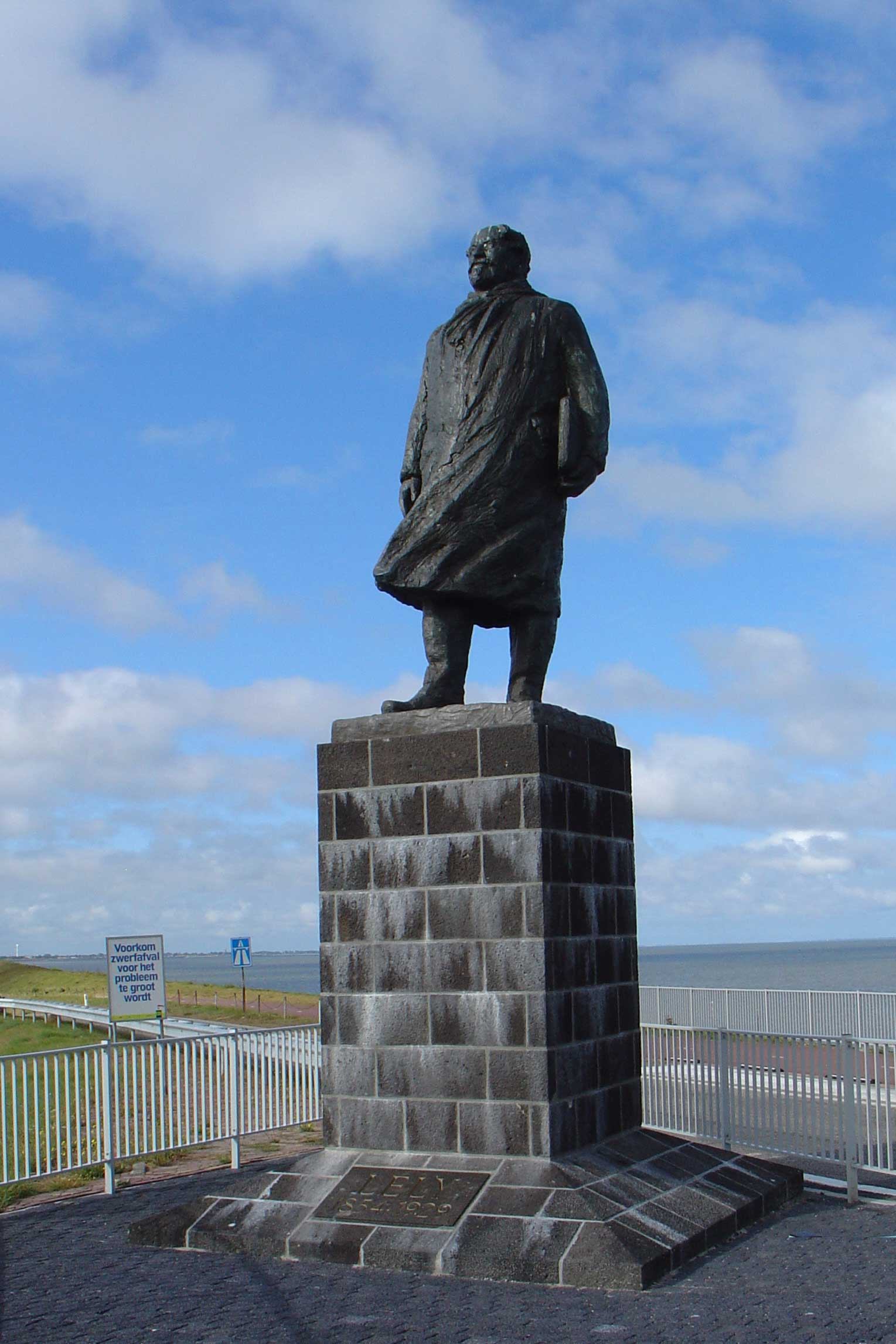
阿夫魯戴克大堤西端的康奈利斯·莱利雕像

- 阿姆斯特丹的一條主幹道「Cornelis Lelylaan」以他的名字命名，阿姆斯特丹萊利巷車站就位於這條路上。
- 阿夫魯戴克大堤的西端矗立著一座萊利的雕像，於1954年9月23日，即萊利誕辰100週年之際落成。